# Fushimi (Kioto)
Fushimi (jap. 伏見区 fushimi-ku) – jedna z 11 dzielnic Kioto. Mieści się tu zrekonstruowany olbrzymi zamek Fushimi, zbudowany przez Hideyoshiego Toyotomi oraz słynny chram Inari Fushimi Inari-taisha, do którego prowadzą tysiące bram tori.
Powierzchnia: 61,62 km², ludność 283 561.